# Panzer II
Panzer II, uradno ime Panzerkampfwagen II, tudi PzKpfw II ali krajše Pz II je bil nemški lahki tank za časa pred in med drugo svetovno vojno.

## Zgodovina
Julija leta 1934 je Waffenamt izdal naročilo za razvoj 10 tonskega tanka. V začetku leta 1935 so podjetja Krupp, MAN, Henschel und Sohn in Daimler-Benz dostavila prvi prototip tanka. Panzer II je bil dopolnilo tanku Panzer I. Panzer I je bil osnova tanku Panzer II. Novejši tank je bil večji in opremljen z močnejšim 20 mm topom. zaradi zamude pri razvijanju tanka Panzer III in Panzer IV je ta tank vstopil v uporabo. V bojih se, tako kot Panzer I, tudi ta ni izkazal, čeprav je bil v letih 1940 in 1941 najštevilčnejši tank v nemških enotah. 